# Oeljanovsk
Oeljanovsk (Russisch: Улья́новск) is een stad in Rusland, gelegen aan de Wolga, ongeveer 750 kilometer ten oosten van Moskou. Het is de hoofdstad van de gelijknamige oblast Oeljanovsk. De stad is genoemd naar Vladimir Iljitsj Oeljanov, beter bekend als Lenin, die hier in 1870 werd geboren. Tot 1924 heette de stad Simbirsk (Russisch: Симби́рск).

## Geschiedenis
Het fort Simbirsk werd in 1648-1652 gebouwd boven op een heuvel op de rechteroever van de Wolga. De naam Simbirsk wordt vaak uitgelegd als "Stad van zeven winden", in verband met de hoge ligging van het oude centrum. Het fort moest de oostelijke grens van het groeiende Russische Rijk beschermen tegen nomadische Tataren en diende als basis voor verdere expansie van Rusland. Twintig jaar na de stichting moest Simbirsk een maand lang een belegering door de troepen van Stenka Razin doorstaan. Met het snel verschuiven van de oostelijke grens van Rusland richting Siberië verloor het fort zijn strategische waarde en groeide Simbirsk uit tot een provinciestad. De officiële status van stad verkreeg het in 1796.
De bevolking van Simbirsk groeide gestaag tot 26.000 inwoners in 1856 en 43.000 in 1897. In 1924 werd de stad hernoemd tot "Oeljanovsk", ter ere van de beroemdste zoon van de stad, Vladimir Oeljanov (Lenin), die datzelfde jaar overleden was. Een auto- en spoorwegbrug over de Wolga werd gebouwd in de eerste helft van de 20e eeuw, om stadsuitbreiding op de linkeroever van de rivier mogelijk te maken. Alle sporen van het fort zijn inmiddels verdwenen, net als de kerken van het oude Simbirsk.

## Economie en vervoer

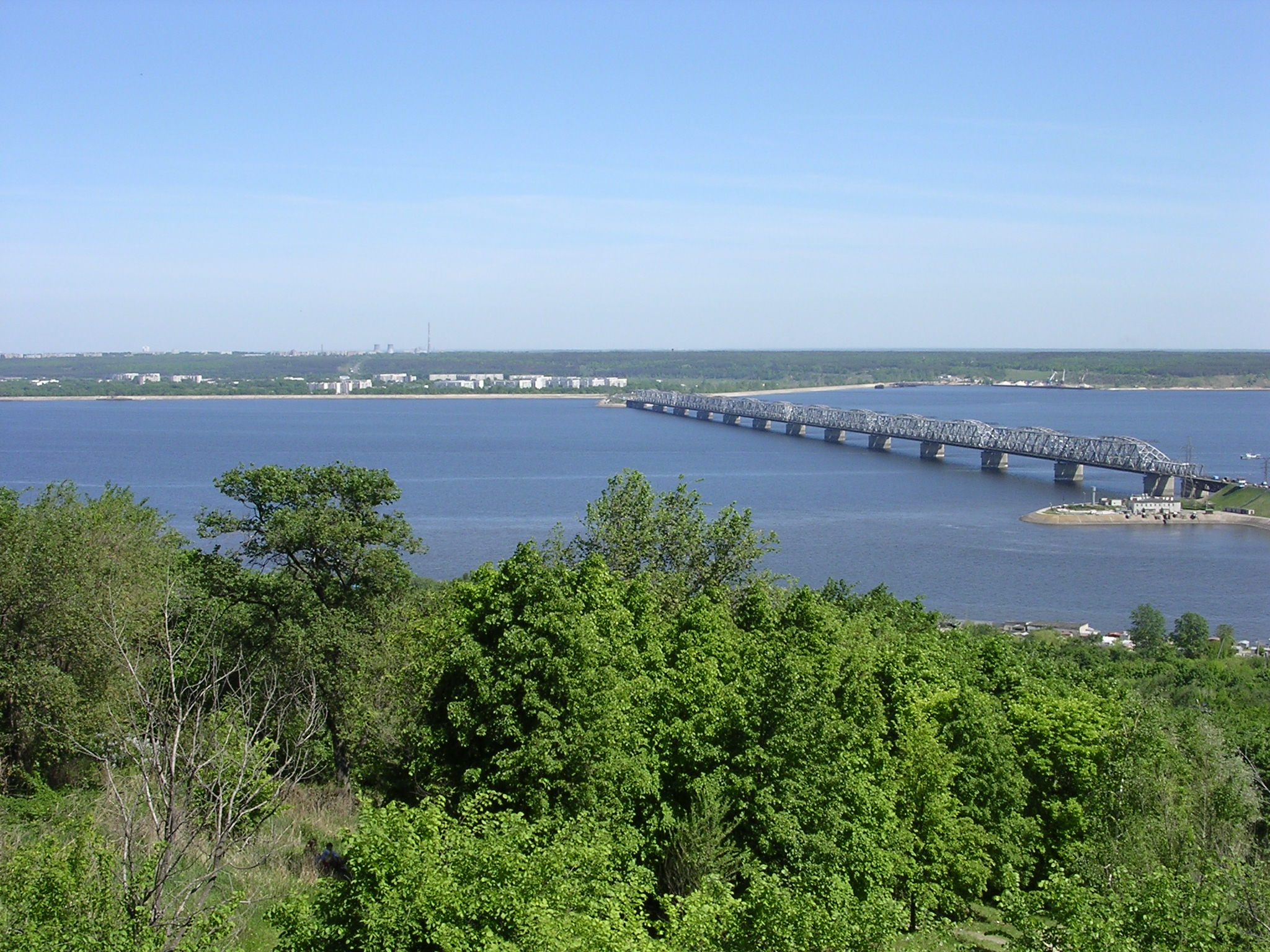
Brug over de Wolga

Oeljanovsk is een aanzienlijk industrieel centrum, waar onder andere de autofabriek UAZ en de vliegtuigbouwer Aviastar, vooral bekend van de Antonov An-124 ("Roeslan"), gevestigd zijn. Daarnaast zijn er kleinere economische sectoren als de voedingsmiddelenindustrie en de productie van machineonderdelen.

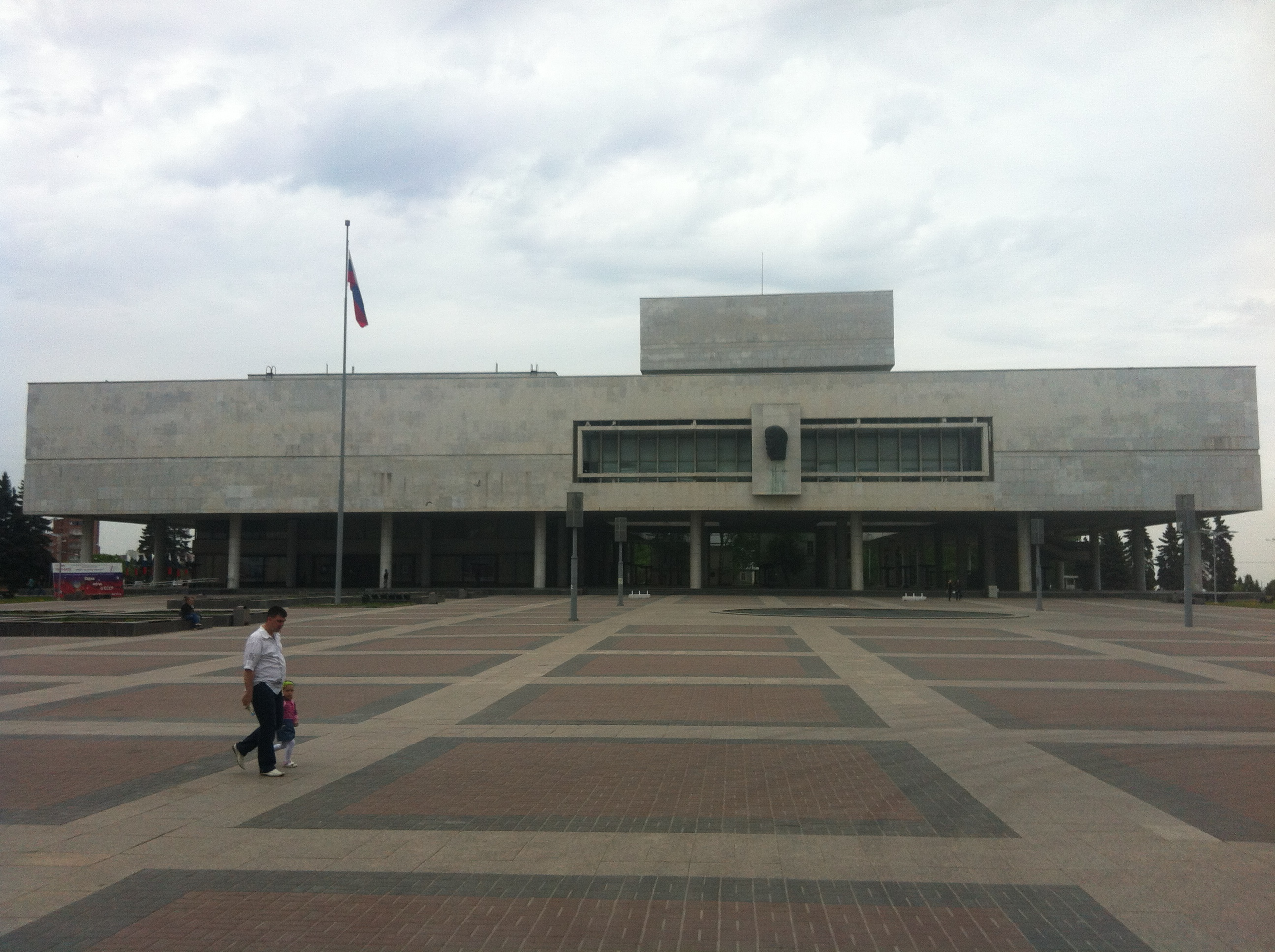
Lenin Memorial Monument

Oeljanovsk is een belangrijk spoorwegknooppunt aan de lijn Kazan-Samara en beschikt over twee luchthavens: Centraal en Oost. Op de rechteroever van de Wolga bevindt zich de rivierhaven.

## Stedenband
- Krefeld (Duitsland), sinds 1993

## Onderwijs en cultuur
Oeljanovsk kent een groot aantal musea, waaronder een aantal die gewijd zijn aan zijn beroemdste zonen, Lenin en Gontsjarov. Daarnaast zijn er diverse kunstmusea en musea die de bouw en geschiedenis van de stad behandelen. Ook de Simbirskaja tsjoevasjskaja sjkola, de eerste Tsjoevasjischtalige school in Rusland, is te bezichtigen.
In de stad is slechts een klein aantal oude gebouwen overgebleven. De meest interessante 19e-eeuwse gebouwen in Oeljanovsk zijn wel die waar Lenin de eerste 17 jaar van zijn leven doorbracht.
Op 31 oktober 2005 werd in Oeljanovsk een monument onthuld ter ere van de onschuldige slachtoffers van de sovjetrepressie in de periode van de jaren 30 tot de jaren 50 van de 20e eeuw. Het monument is geplaatst naast het gebouw waarin vroeger de geheime dienst gevestigd was en beeldt een muur van een strafkamp met prikkeldaad en een schijnwerper uit.
Als regionaal centrum herbergt Oeljanovsk meerdere instellingen voor hoger onderwijs:
- Staatsuniversiteit Oeljanovsk
- Technische Staatsuniversiteit Oeljanovsk
- Pedagogische Staatsuniversiteit Oeljanovsk
- Staatsacademie voor landbouw Oeljanovsk
- Hogeschool voor de burgerluchtvaart Oeljanovksk

## Klimaat
Oeljanovsk heeft een gematigd landklimaat. Sneeuw ligt er over het algemeen vanaf eind oktober tot midden april. De gemiddelde temperatuur in juni is +19 °C, in januari −12 °C. De gemiddelde jaarlijkse neerslag is 400 mm.

## Geboren in Oeljanovsk
- Ivan Gontsjarov (1812-1891), schrijver
- Sergej Borisov (1867-1931), fotograaf
- Vladimir Lenin (Oeljanov) (1870-1924), eerste leider van de Sovjet-Unie
- Aleksandr Kerenski (1881-1970), politicus
- Ljoedmila Belooesova (1935-2017), kunstschaatsster
- Dmitri Efremov (1995), voetballer
- Nurija van Schoonhoven (1998), Nederlands voetbalster